# Neal Cotts
Neal James Cotts (né le 25 mars 1980 à Lebanon, Illinois, États-Unis) est un lanceur de relève gaucher qui a joué de 2003 à 2015 dans la Ligue majeure de baseball.
Cotts est un champion de la Série mondiale 2005 avec les White Sox de Chicago.

## Carrière

### White Sox de Chicago
Joueur à l'Université d'État de l'Illinois, Neal Cotts est un choix de deuxième ronde des Athletics d'Oakland en 2001.
En décembre 2002, alors qu'il évolue en ligues mineures pour un club-école, Cotts est échangé par Oakland aux White Sox de Chicago avec le voltigeur des mineures Dayton Holt et le lanceur Billy Koch, dans une transaction qui envoie aux Athletics les lanceurs Keith Foulke et Joe Valentine ainsi que le receveur Mark Johnson. Cotts fait ses débuts dans le baseball majeur avec les White Sox le 12 août 2003. Il joue 4 matchs comme lanceur partant, remportant sa première victoire en carrière, contre les Rangers du Texas le 22 août, et subissant une défaite. En 2004, il est converti par les Sox en lanceur de relève.
Cotts se distingue particulièrement avec l'équipe championne des White Sox de 2005. Il lance 60 manches et un tiers lors de ses 69 sorties en relève durant la saison régulière et maintient une brillante moyenne de points mérités de 1,94 avec 58 retraits sur des prises, quatre victoires et aucune défaite. Il ne donne aucun point mérité et un seul coup sûr aux adversaires des Sox durant les séries éliminatoires. Sa première sortie au monticule en Série mondiale 2005 aide son club à blanchir les Astros de Houston dans le premier match et il est le lanceur gagnant de la deuxième rencontre, avant de savourer la conquête du titre avec ses coéquipiers. 
La moyenne de points mérités de Cotts fait un bon important et atteint 5,17 en 54 manches lancées en 2006. 

### Cubs de Chicago

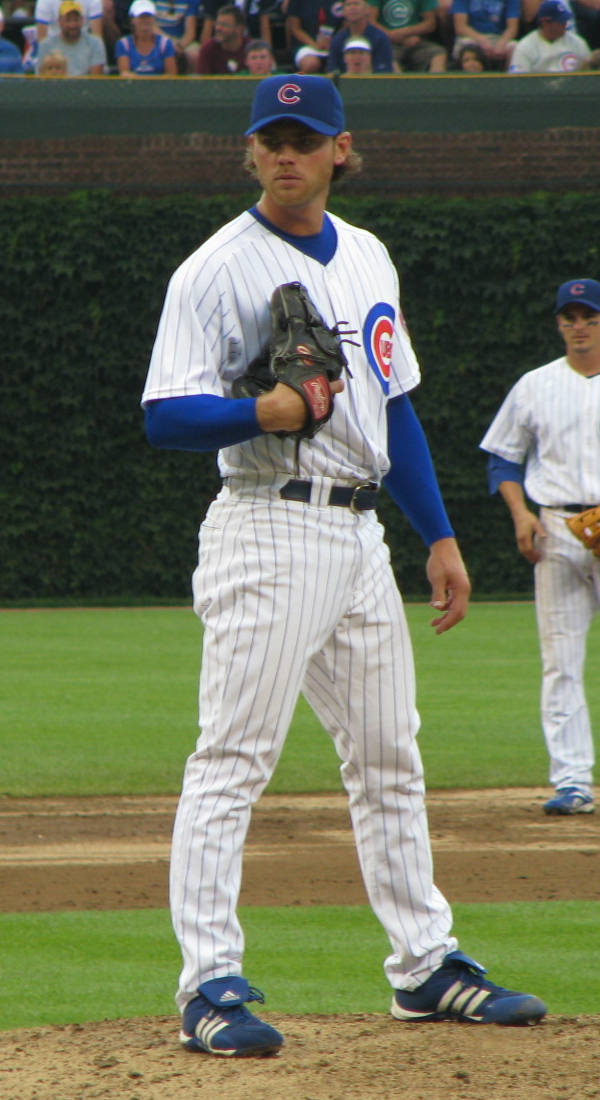
Neal Cotts en 2008 avec les Cubs de Chicago.

Le 16 novembre 2006, les White Sox échangent leur releveur droitier à l'autre franchise de la ville de Chicago, les Cubs, contre le lanceur de relève droitier David Aardsma et un lanceur gaucher des ligues mineures, Carlos Vasquez. Cotts joue 3 saisons avec les Cubs, où il présente une moyenne de points mérités de 4,97 avec 4 défaites et aucune victoire. Il apparaît dans deux matchs de la Série de divisions de 2008 que Chicago perd contre les Dodgers de Los Angeles. Il dispute sa dernière partie avec les Cubs le 25 mai 2009. Quelques semaines plus tard, il subit une opération de type Tommy John pour remplacer un ligament du coude

### 2010 à 2012
Devenu agent libre après avoir été libéré par les Cubs, il tente sa chance, sans succès, au camp d'entraînement des Pirates de Pittsburgh en 2010. Mis sous contrat début 2011 par les Yankees de New York, il est rapidement libéré après que l'équipe se soit dite insatisfaite des résultats des examens médicaux auxquels le lanceur s'était soumis. En 2012, Cotts joue en ligues mineures avec l'Express de Round Rock, le club-école des Rangers du Texas.

### Rangers du Texas

#### Saison 2013
Le 21 mai 2013, Cotts effectue son retour dans les majeures et fait sa première apparition au plus haut niveau depuis le 25 mai 2009. Il évolue deux saisons pour les Rangers et est particulièrement efficace en 2013 avec une moyenne de points mérités de seulement 1,11 en 57 manches lancées. Cette moyenne est un nouveau record de franchise pour les Rangers, et la deuxième plus basse de la Ligue américaine en 2013 derrière la moyenne de 1,09 de Koji Uehara des Red Sox de Boston. Cotts remporte 8 matchs contre 3 défaites en 58 sorties, toutes en relève, et réussit un nouveau record personnel de 65 retraits sur des prises. Il signe un nouveau contrat d'une saison à 2,2 millions de dollars avec Texas.

#### Saison 2014
La saison 2014 est plus difficile, à l'instar de celle des Rangers, qui terminent derniers de la Ligue américaine. La moyenne de points mérités de Cotts atteint 4,32 en 66 manches et deux tiers lancées. Cette charge de travail et ses 73 matchs joués sont deux sommets en carrière. Il gagne deux rencontres mais encaisse 9 défaites.

### Brewers de Milwaukee
Le 30 janvier 2015, Cotts signe un contrat de 3 millions de dollars pour une saison chez les Brewers de Milwaukee. Il maintient une moyenne de points mérités de 3,26 en 51 matchs et 49 manches et deux tiers lancées en 2015 pour Milwaukee qui, vers la fin d'une mauvaise saison, décident de l'offrir à une autre équipe.

### Twins du Minnesota
Le 21 août 2015, Milwaukee échange Cotts aux Twins du Minnesota contre un joueur à être nommé plus tard ou une somme d'argent.

### Astros de Houston
Le 27 février 2016, Cotts signe un contrat des ligues mineures avec les Astros de Houston.